# Stengel

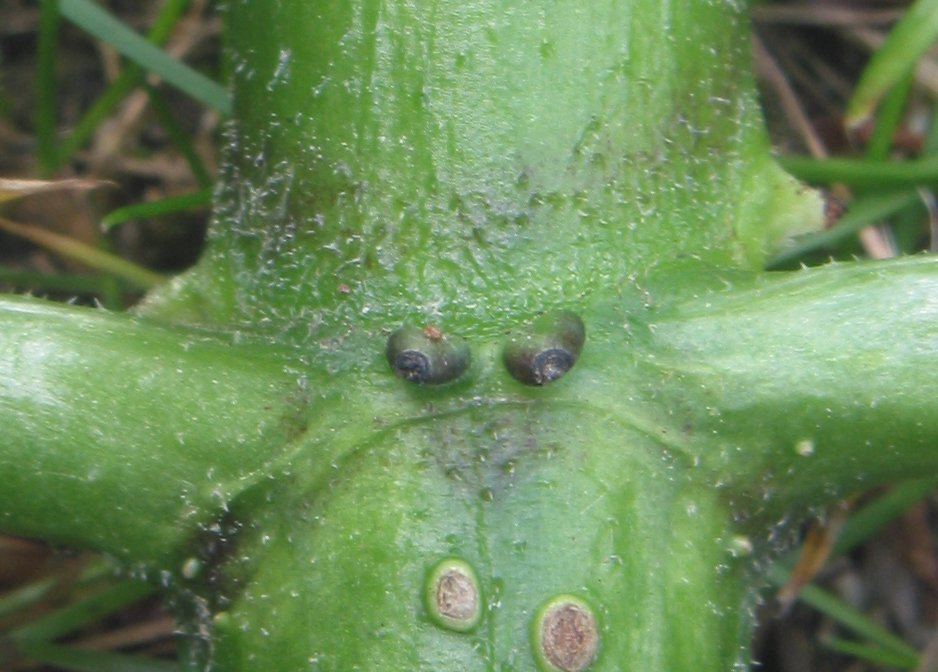
twee stengelklieren op knoop bij vlier

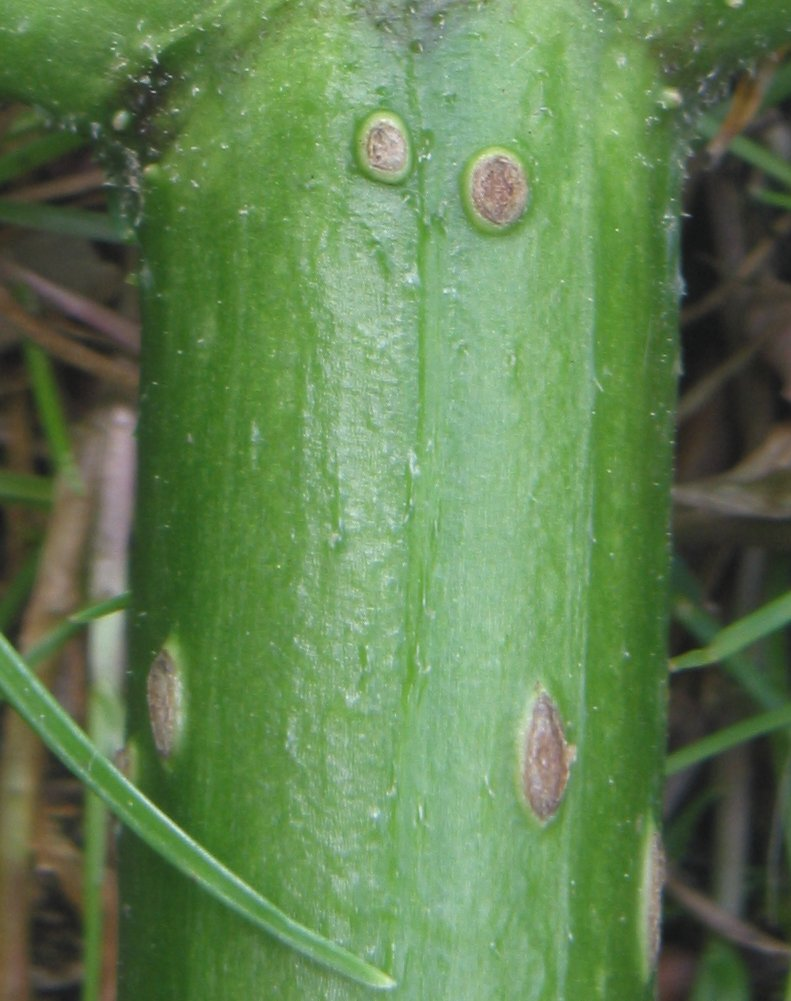
lenticellen op vlier

Een stengel is het deel van een plant dat de bladeren en knoppen draagt, stevigheid verleent en voor transport van water, mineralen en assimilaten zorgt. Een stengel bestaat uit afwisselend knopen en internodia. Groei in lengte vindt plaats aan de stengeltop. Secundaire diktegroei van de stengel komt voor bij veel plantgroepen.
Bij mossen en verwanten en bij algen komen stengel-achtige structuren voor, die echter niet homoloog zijn met 'echte' stengels: er zijn geen vaatbundels, knopen of internodia. Om deze reden worden ze wel ter onderscheid ook wel cauloïden genoemd. 

## Morfologie

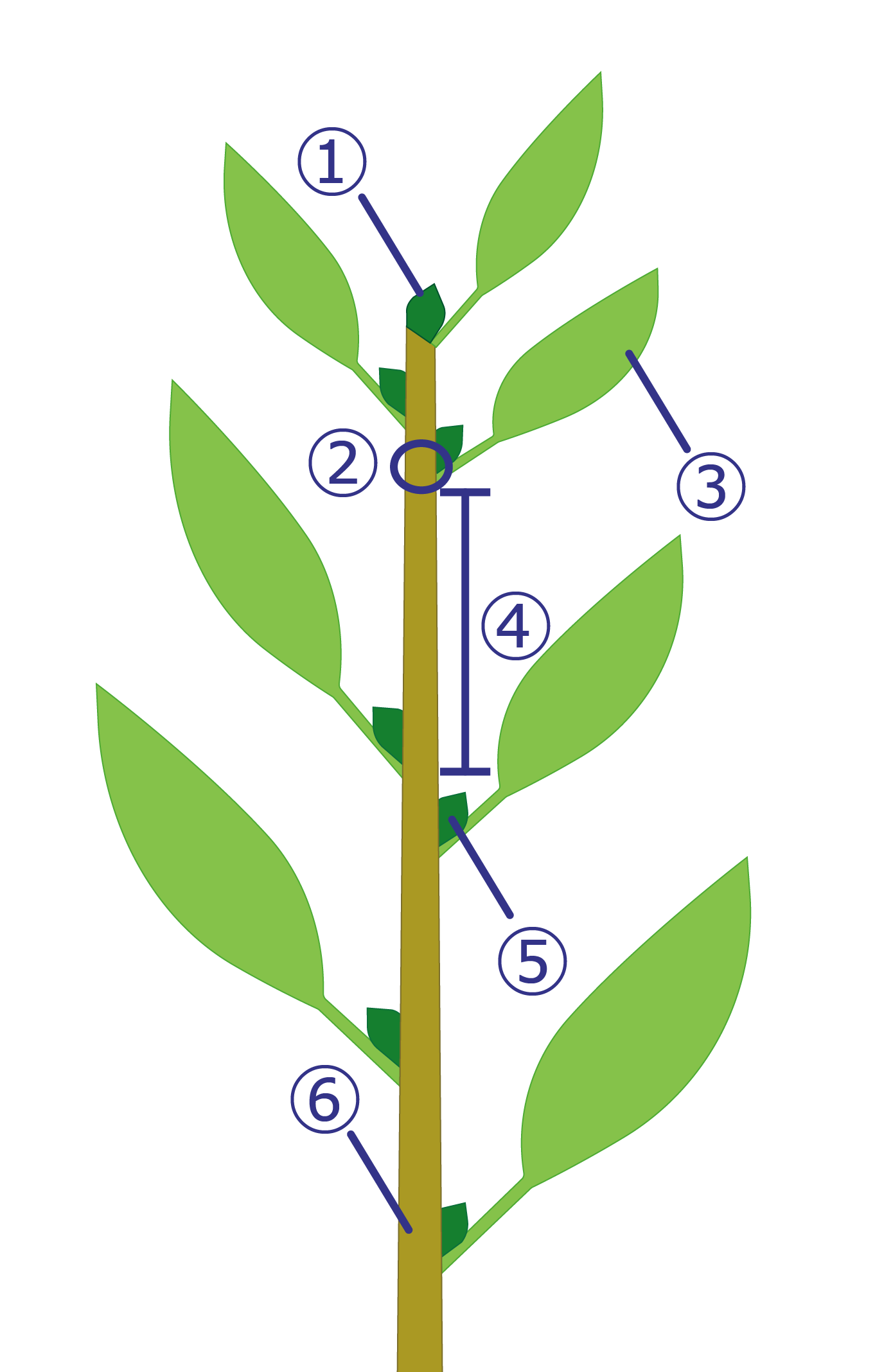
schematisch diagram van een stengel. 1.eindknop, 2.knoop, 3.blad, 4.internodium, 5.okselknop, 6.stengel.

De plantenmorfologie bestudeert de bouw van planten, zoals de organen en de afgeleiden daarvan (wortel, stengel en blad) en van de orgaanstelsels (zoals bloemen, vruchten, vertakking, bladstand, knopligging).
Een plantenstengel is naast de wortel en het blad een van de drie basale onderdelen van de plant. De stengel bestaat uit leden (internodiën) en knopen (nodiën). Een stengel bevat vaatbundels voor het transport van water en assimilaten, en kan kruidachtig of verhout zijn. De stam van een boom is een door secundaire diktegroei sterk verhoute stengel.
De knopen zijn de (vaak verdikte) plaatsen waar de bladeren staan ingeplant. Stengels hebben altijd knopen met of zonder bladeren. Als er geen bladeren aanzitten zijn de bladlittekens nog wel te zien. Zijknoppen staan in de bladoksels op de knopen. De bladeren staan in een min of meer duidelijk regelmatig patroon langs de stengel.
Aan de top van de stengel zit een groeipunt, die bij kruidachtige planten in de vegetatieve fase van de plant bladknoppen vormt en in de generatieve fase bloemknoppen. Bij overblijvende planten (de vaste planten en de houtige planten), zoals appel en peer, zijn zowel bladknoppen (vegetatieve knoppen) als bloemknoppen (generatieve knoppen) aanwezig. In de oksels van de bladeren en aan het eind van de stengel zitten één of meer knoppen, die scheuten (nieuwe stengels met bladeren of bloemen) kunnen vormen. Zijn deze knoppen verdwenen of zwaar beschadigd dan kunnen uit zogenaamde slapende (adventieve) knoppen weer nieuwe scheuten ontstaan. De stengel kan al dan niet vertakt zijn.
Bij houtachtige planten zijn de oudere twijgen bedekt met een kurklaagje. Kurk laat geen lucht of water door. Op het oppervlak van deze twijgen zitten lenticellen, die vergelijkbaar zijn met huidmondjes bij bladeren. Hierdoor is gasuitwisseling door de kurklaag heen toch mogelijk. Ook kunnen er haren of klierharen op de stengels voorkomen, zoals bij reuzenbalsemien en vlier. Deze klierharen produceren etherische oliën.
Klim- en slingerplanten gebruiken hun stengels om in andere planten of ergens anders omhoog te klimmen. Bij bonen komen bijvoorbeeld twee soorten cultivars voor, namelijk die een korte stengel (stambonen) vormen en die lange stengels (stokbonen) vormen.

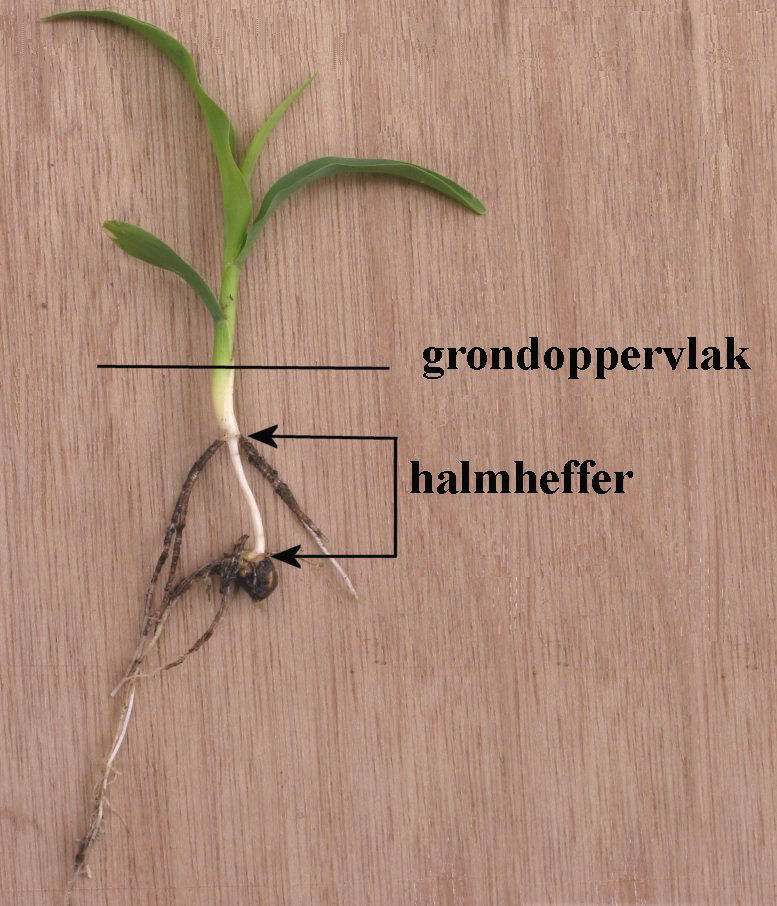
kiemplant van suikermais

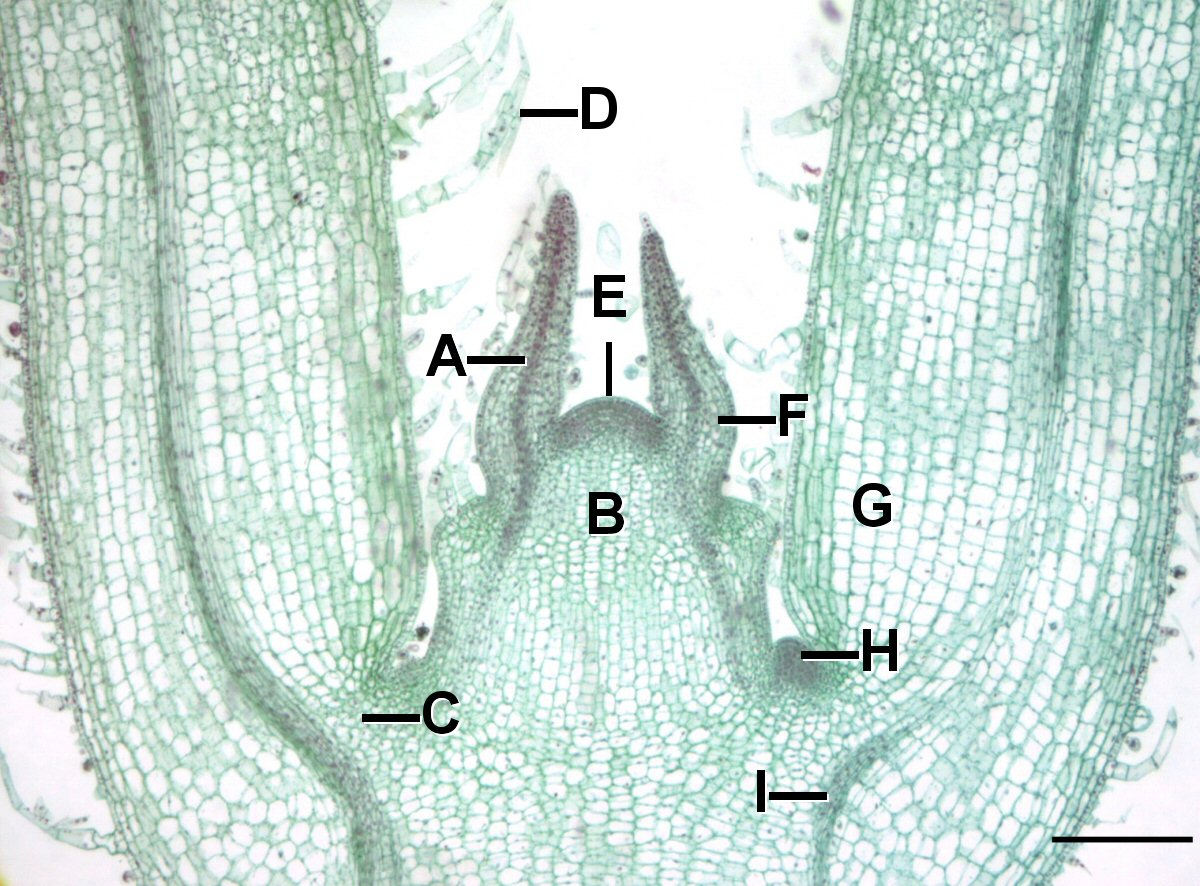
Stengeltop van Coleus. A=Procambium, B=Grondmeristeem, C='Opening' die het bladlitteken omringt, waar het blad doorheen groeit. Het is gevuld met parenchym, D=Trichoom, E=Topmeristeem, F=Ontwikkelende bladprimordia, G=Bladprimordium, H=Okselknop, I=Ontwikkelend vaatweefsel. Schaal=0,2 mm.

De wortel gaat over in de onderkant van de stengel. Bij de kieming ontwikkelt een plant zich uit het zaad. Het stengeldeel onder de zaadlobben wordt hypocotyl genoemd, het stengeldeel boven de zaadlobben epicotyl.
Bij grassen heet het onderste stengeldeel halmheffer. Deze zorgt ervoor dat de kiemplant op de goede hoogte boven de grond komt. Bij dieper zaaien wordt de halmheffer langer.
Bij knolgewassen, zoals koolrabi en koolraap, is het hypocotyl sterk verdikt. Soms is het moeilijk te zien of het een stengel of een wortel is. Wortels hebben echter nooit knopen.

## Anatomie
De plantenanatomie bestudeert de inwendige bouw van de plant. Bij eenzaadlobbigen (monocotylen) liggen de vaatbundels verspreid in de stengel. Eenzaadlobbigen hebben geen secundaire diktegroei. Bij tweezaadlobbigen (dicotylen) zijn de vaatbundels ringvormig gerangschikt. Bij tweezaadlobbigen ligt tussen de bastvaten (floëem) en de houtvaten (xyleem) het cambium, dat verantwoordelijk is voor de secundaire diktegroei. De diktegroei is vooral opvallend bij bomen. Op de foto van de aardappelstengel bestaat de lichter gekleurde ring uit de vaatbundels. Bastvaten en houtvaten transporteren stoffen naar de rest van de plant: bastvaten vervoeren assimilaten, met name suikers, omlaag en houtvaten vervoeren water met daarin opgeloste voedingsstoffen omhoog.
Alles wat binnen de ring van de vaatbundels ligt, noemt men het merg van de stengel en bestaat uit parenchym. Aan de buitenkant van de stengel bevindt zich de opperhuid (epidermis).

Dwarsdoorsnede van stengel
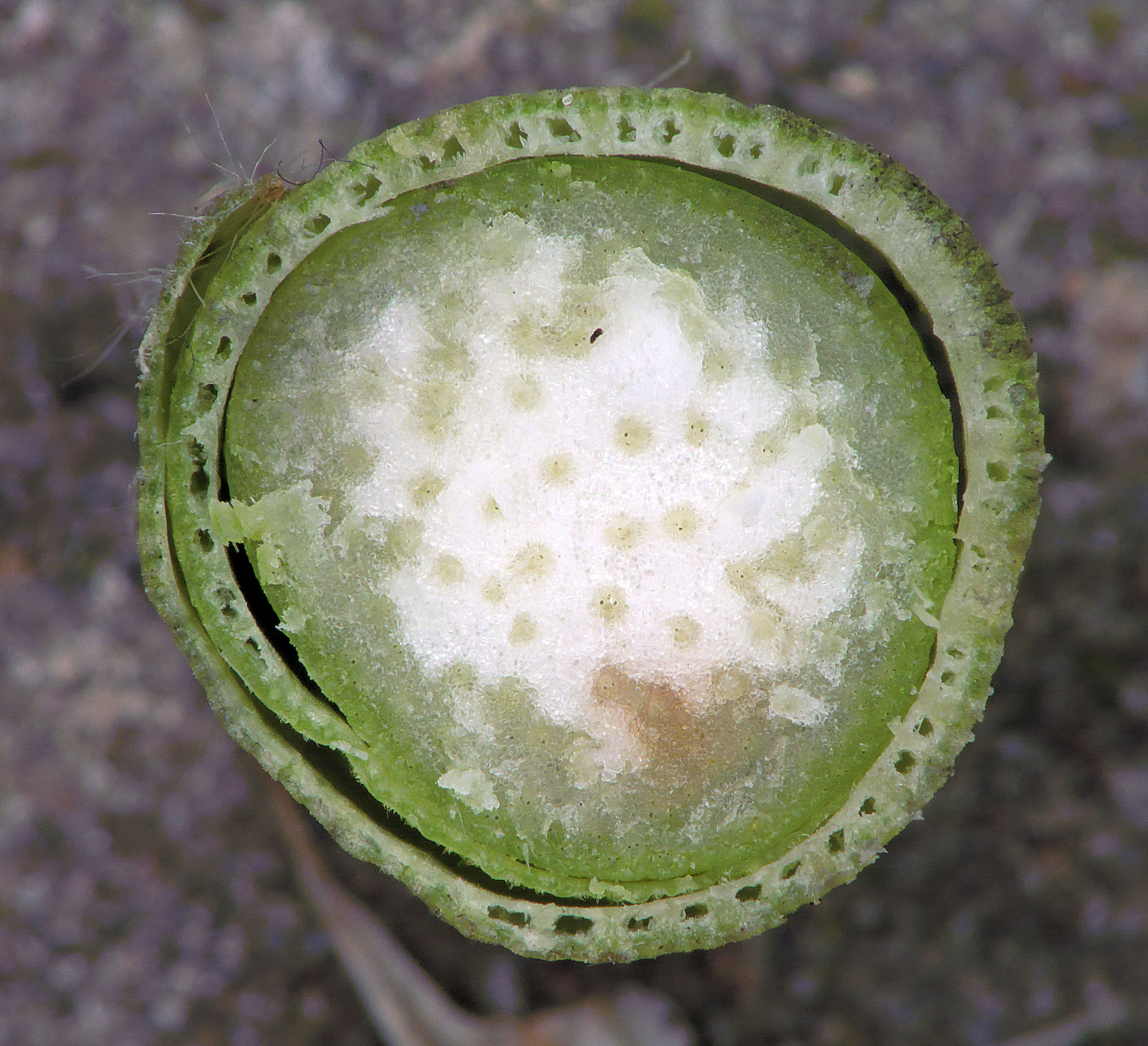
maïs (monocotyl)
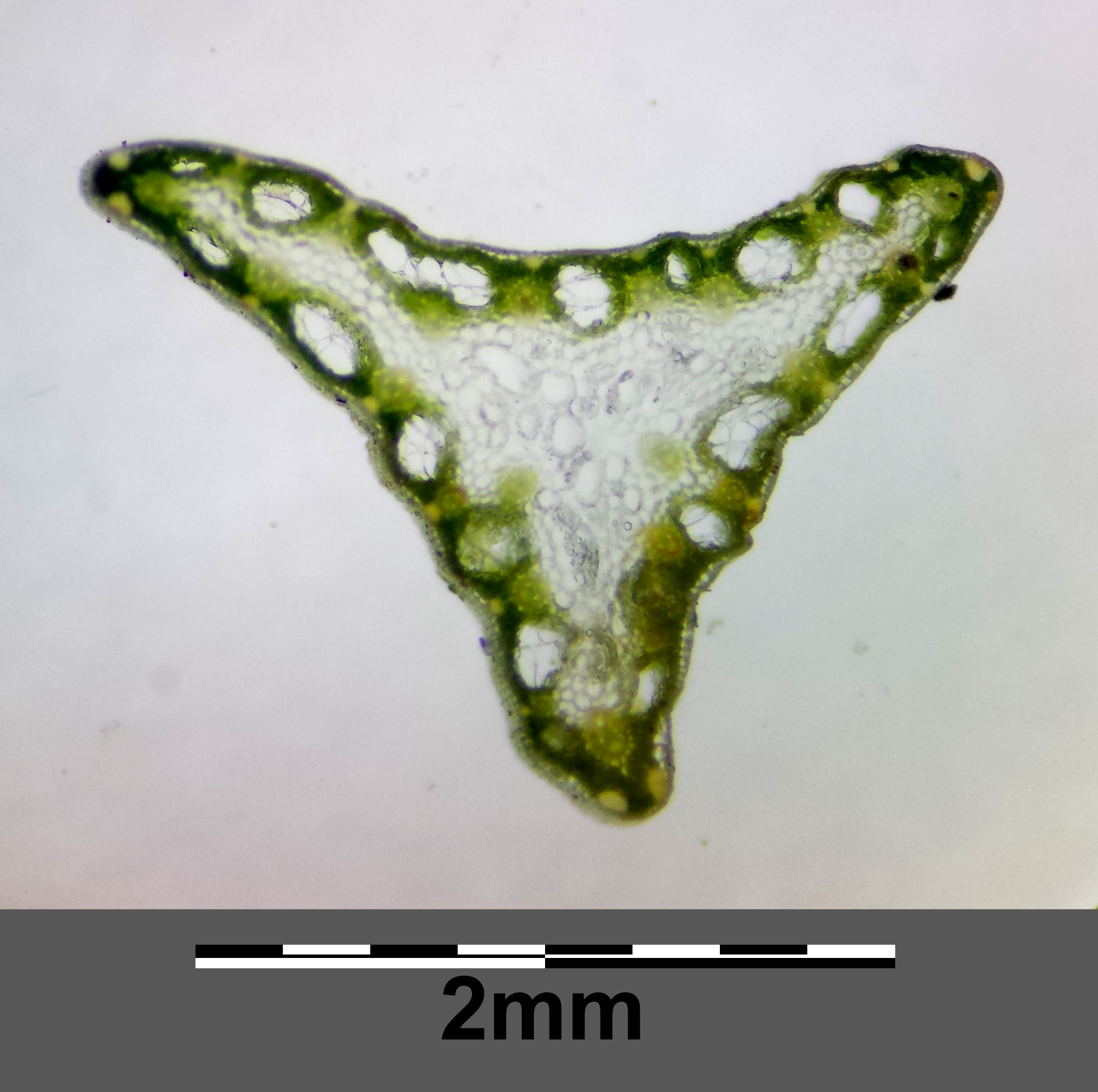
bruin cypergras (monocotyl)
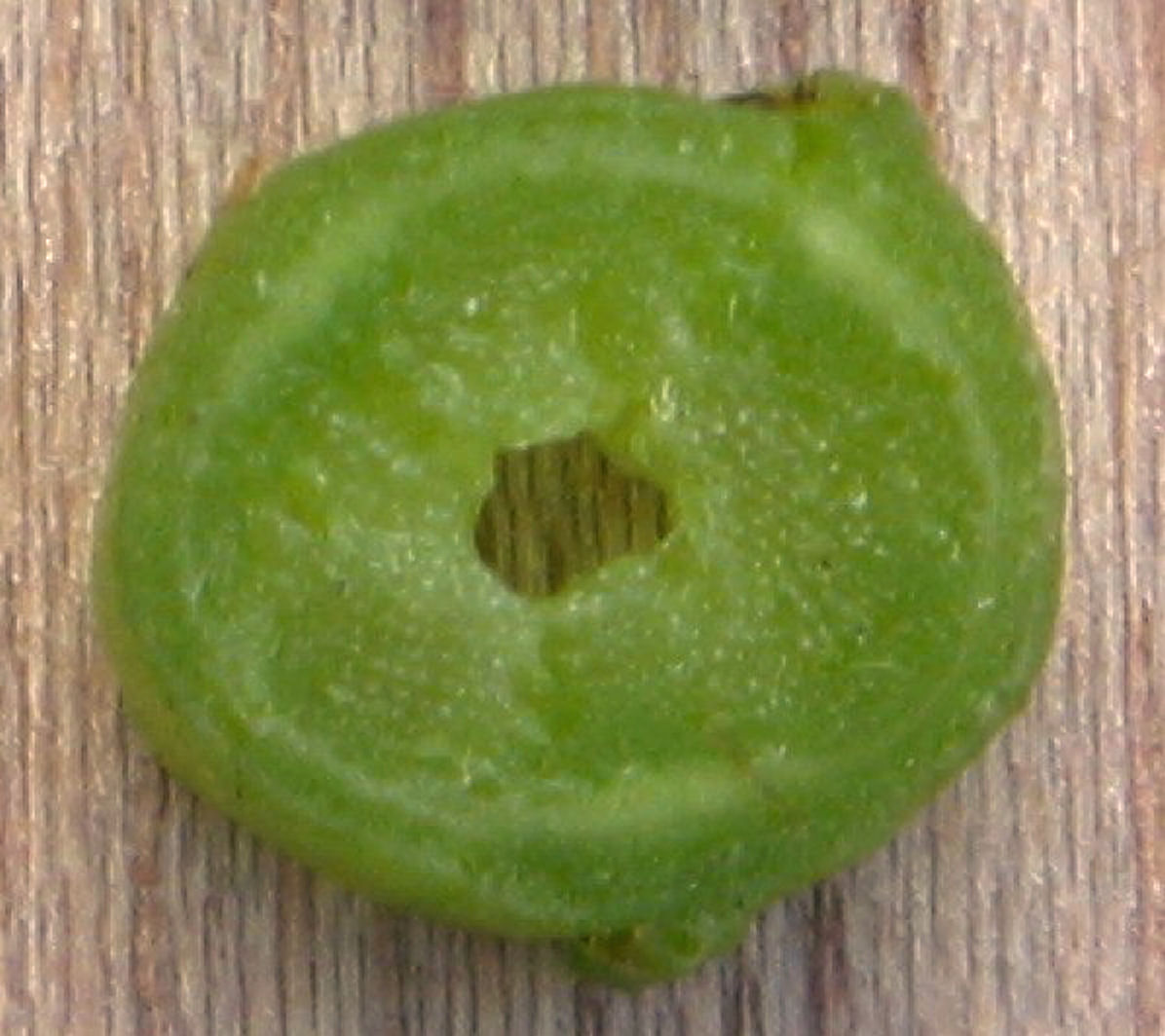
aardappel (dicotyl)

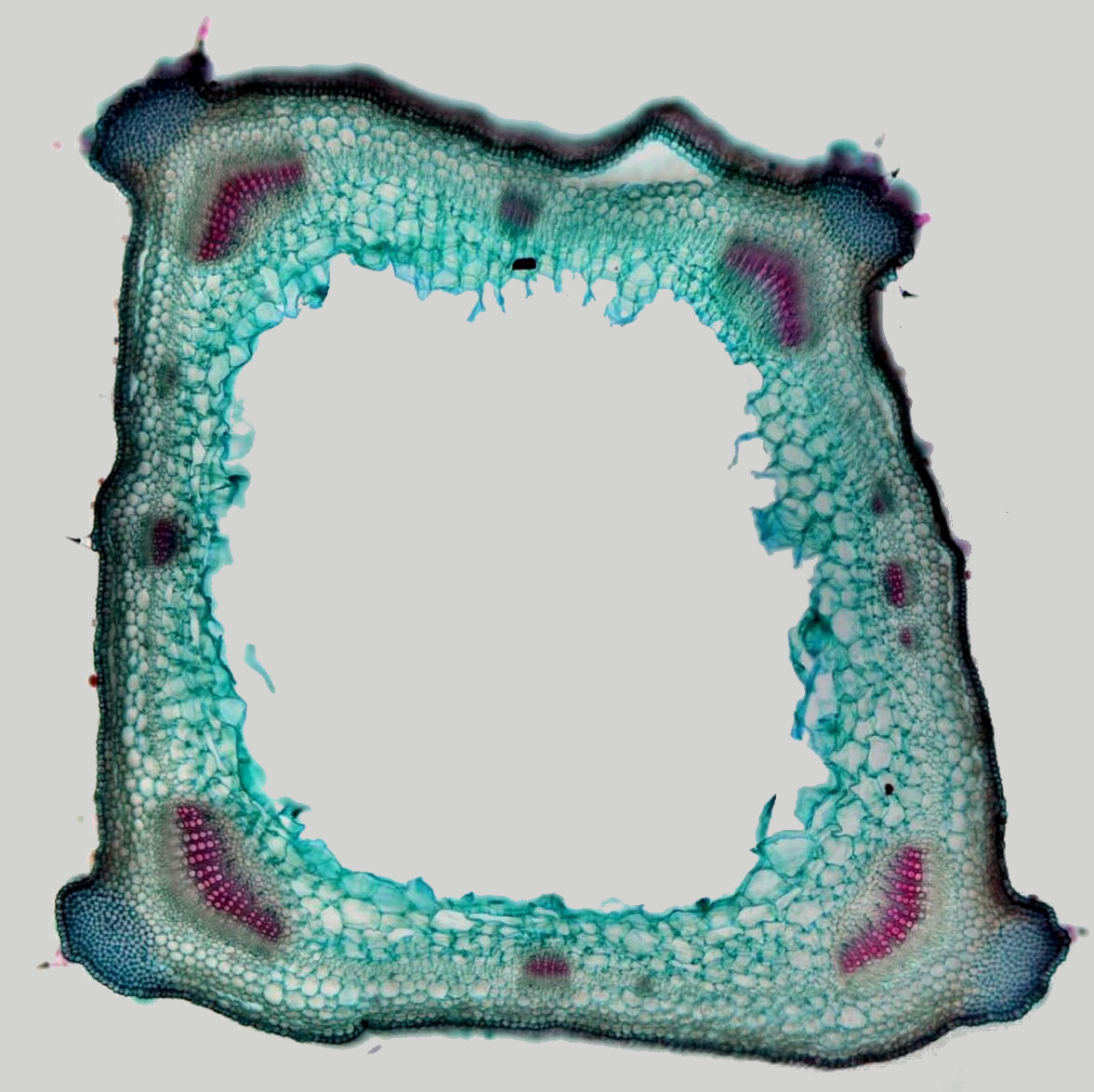
dovenetel (dicotyl)
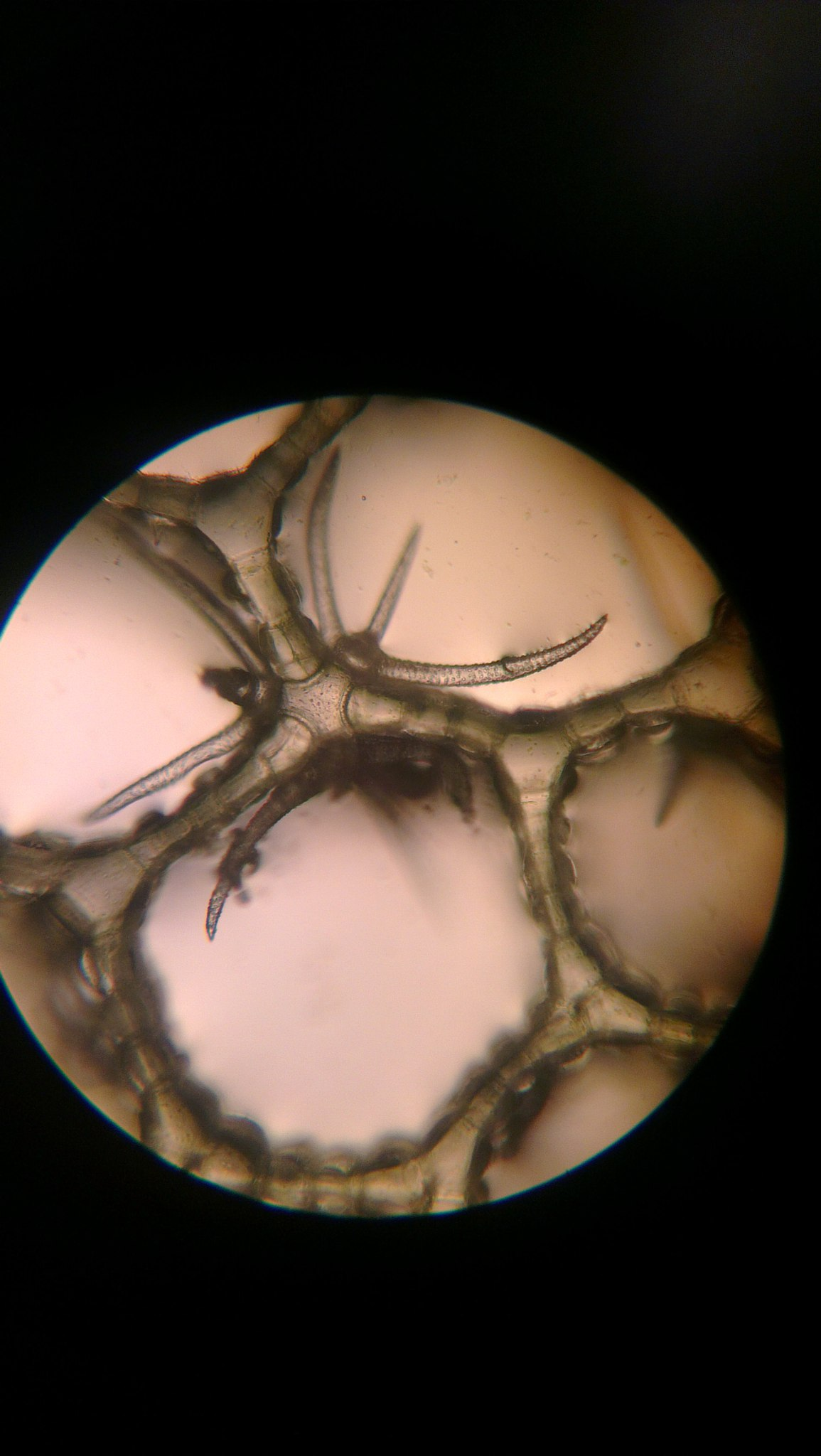
Dwarsdoorsnede stengel van kleine plomp
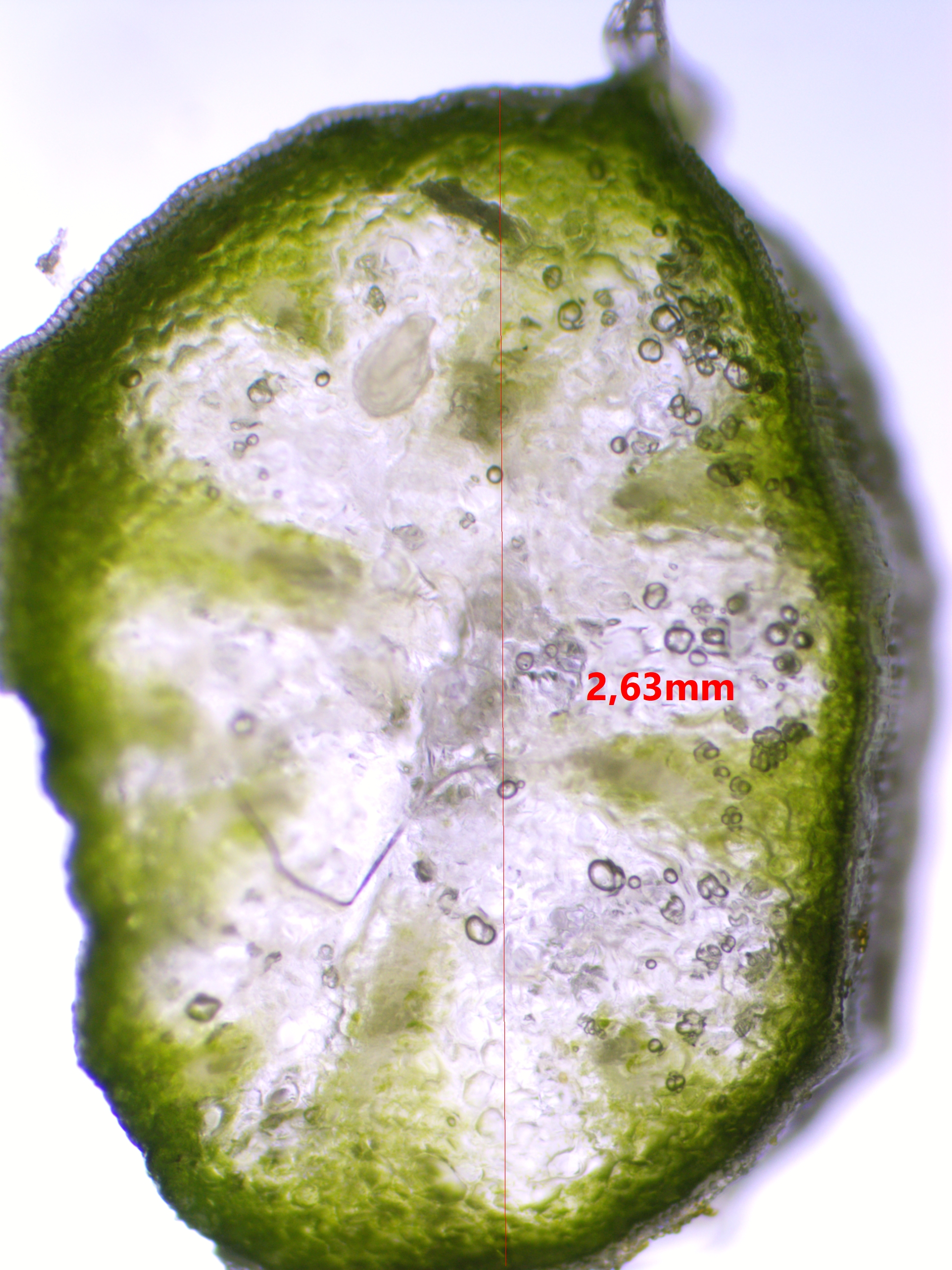
Dwarsdoorsnede van gewoon sneeuwklokje (Galanthus nivalis)

## Vorm
Een stengel kan rond, hoekig en geribd, gevleugeld, glad, hol of gevuld zijn. Ook kan de stengel al dan niet behaard zijn en kunnen er stekels of doornen aan de stengel zitten. Een stekel, zoals bij braam, is een kegelvormig uitgroeisel van de opperhuid en is niet verbonden met het inwendige van de stengel of tak. Een doorn zit, zoals bij berberis, in de plaats van een blad (bladdoorn) of, zoals bij meidoorn, een tak (takdoorn) en is verbonden met het inwendige van de stengel.
De stengel kan zeer lang tot zeer kort zijn. Bij een zeer korte stengel wordt van een bladrozet gesproken.
De stengel kan zeer dun tot vele meters dik zijn. Vlezige stengels, zoals bij asperge, worden als voedsel gebruikt. Bij cactussen wordt in het parenchymatisch weefsel van de verdikte stengel water opgeslagen.
De stengelleden kunnen gevuld of hol zijn. De knopen zijn altijd massief. Een voorbeeld van een plantensoort met holle stengelleden is riet, witte dovenetel en kalmoes. Solitaire bijen leggen hun eitjes in afgestorven holle stengels. De stengel kan rechtop staan, maar ook kruipend zijn.

stengels
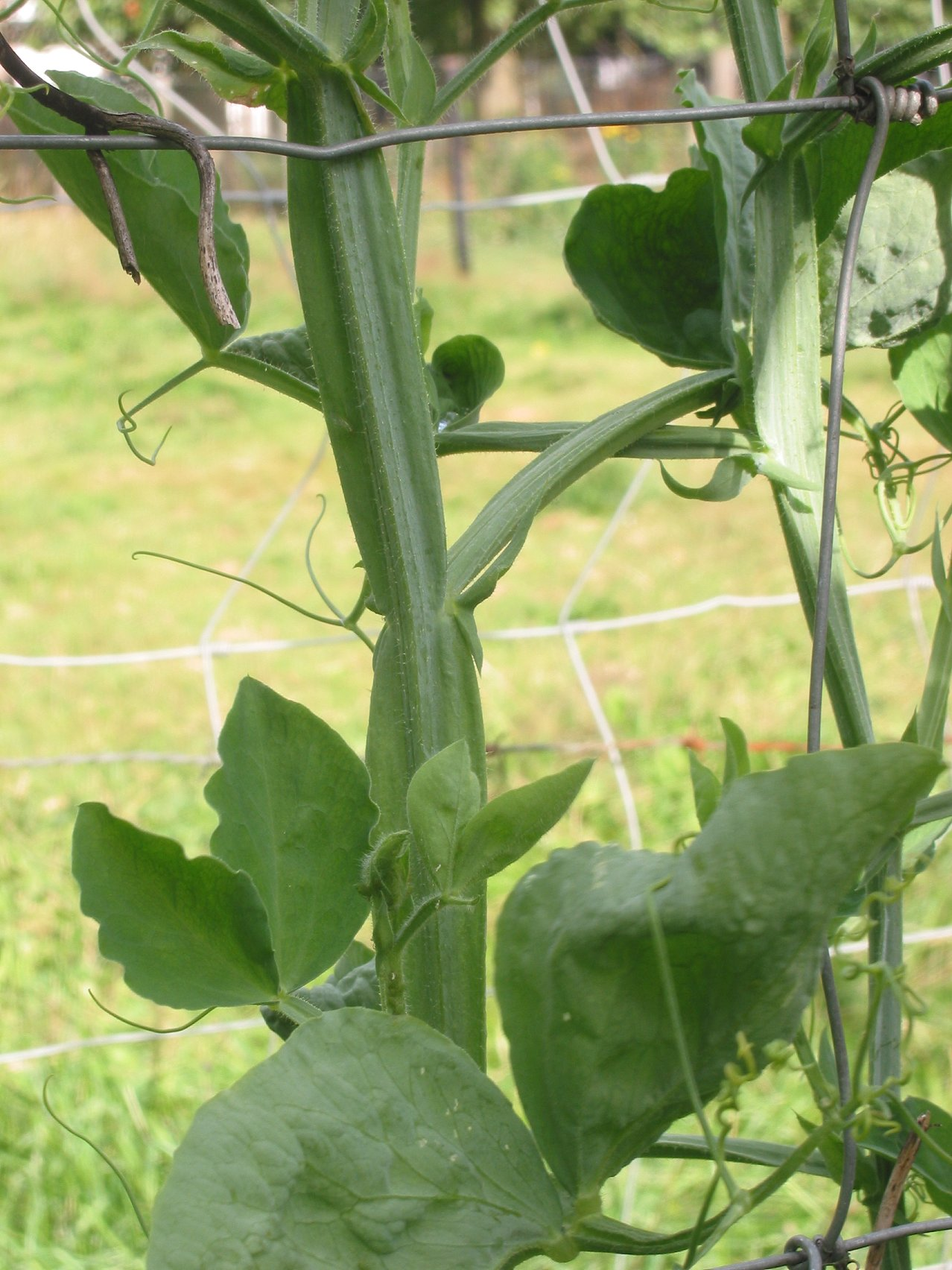
gevleugelde stengel van de welriekende lathyrus
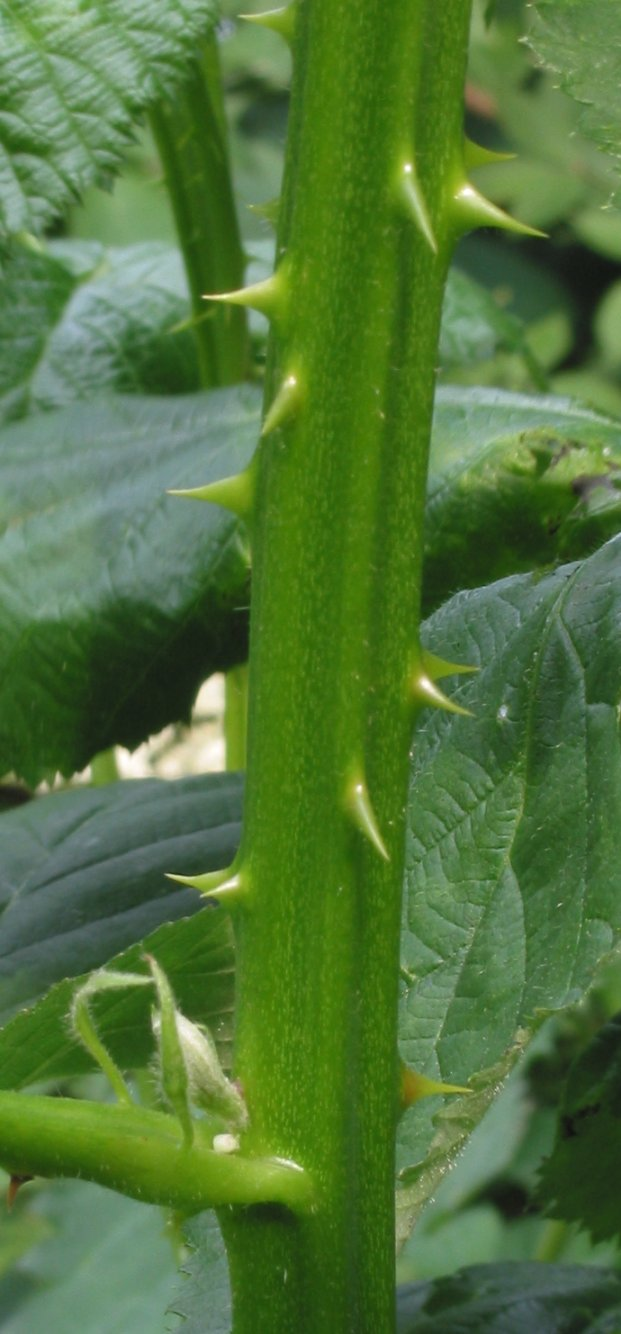
stekels bij braam
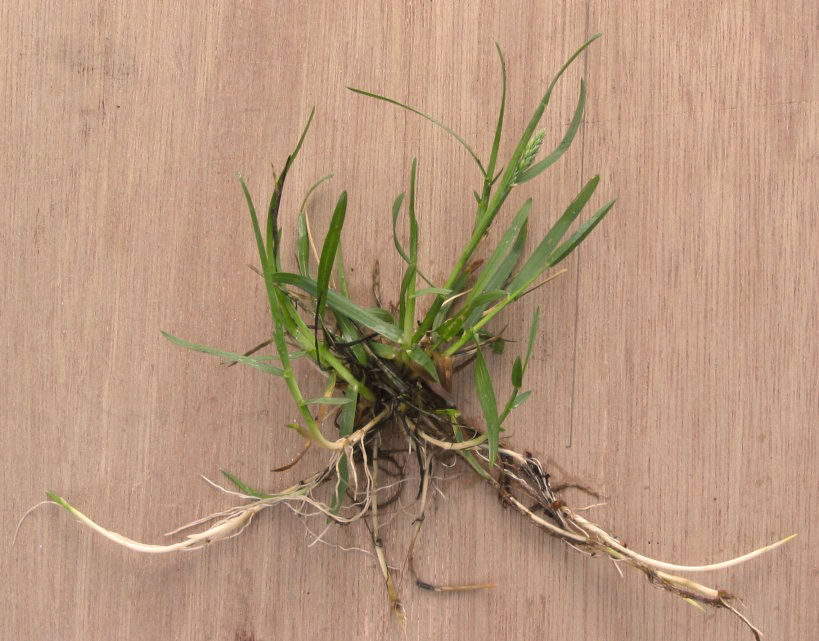
veldbeemdgras met rizomen
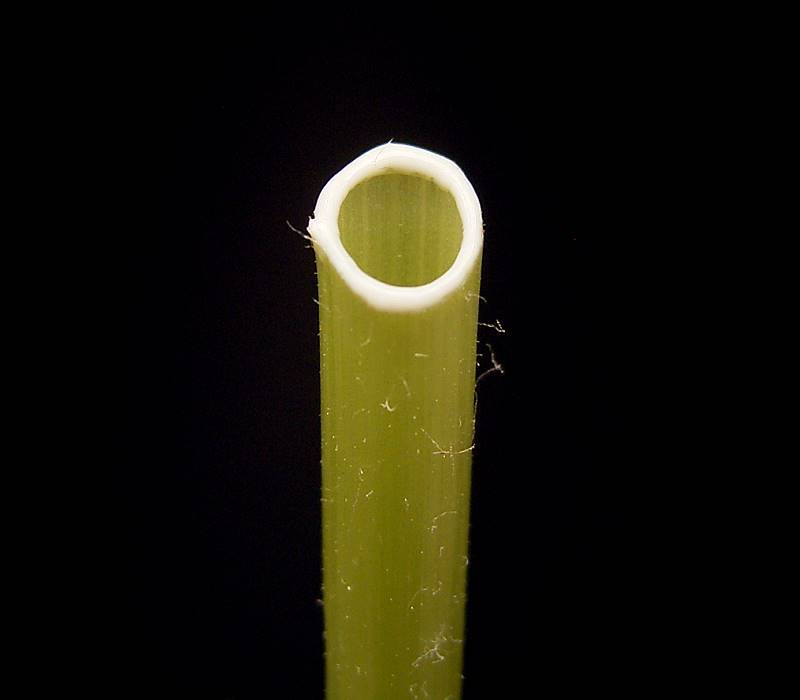
Dwarsdoorsnede van de holle bloemstengel van de paardenbloem

### Uitloper

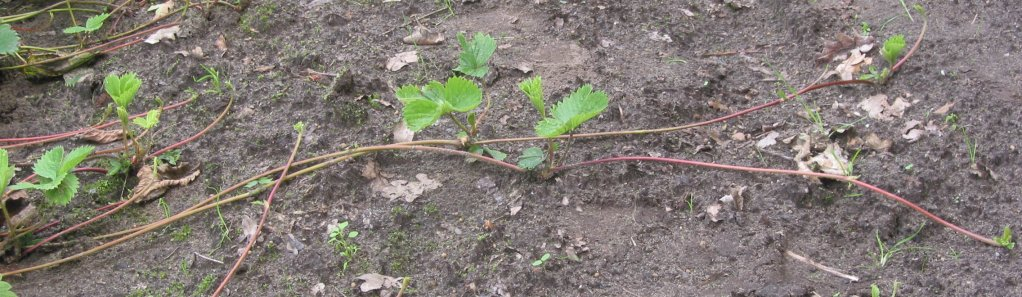
uitlopers van de aardbei (ras Lambada)

Bij sommige plantensoorten, zoals aardbei, komen bovengrondse uitlopers voor. Op de knopen van de uitloper verschijnt steeds een nieuwe plant. Een uitloper wordt ook stolon genoemd.

### Wortelstok
Er komen ook ondergrondse stengels voor. Wortelstokken (rizomen) zijn ondergrondse, meestal horizontaal lopende, al dan niet opgezwollen stengels. Er zijn enkele zeer hardnekkige onkruiden met wortelstokken zoals zevenblad, kweek en brandnetel. Door deze wortelstok kunnen de planten makkelijker overleven bij grondbewerking en in de winter. Bij aardappelplanten worden wortelstokken stolonen genoemd.

### Schijnstam
Bij palmen is er sprake van een schijnstam, omdat deze stam geen stengel is maar bestaat uit op elkaar gestapelde bladvoeten.

## Vertakking
De vertakking van de stengel of de wortel kan monopodiaal of sympodiaal zijn.
- Bij een monopodiale vertakking wordt de stengel (stam) uit hetzelfde groeipunt (meristeem) gevormd en blijft hij dezelfde richting uitgroeien, zoals de stam van de meeste naaldbomen.
- Een sympodiale vertakking ontstaat doordat verschillende meristemen een beperkte groei hebben en telkens vervangen worden door een meristeem van een hogere (vertakkings)orde. Een voorbeeld hiervan is de stengel bij tomaat en de rizomen bij kweek.

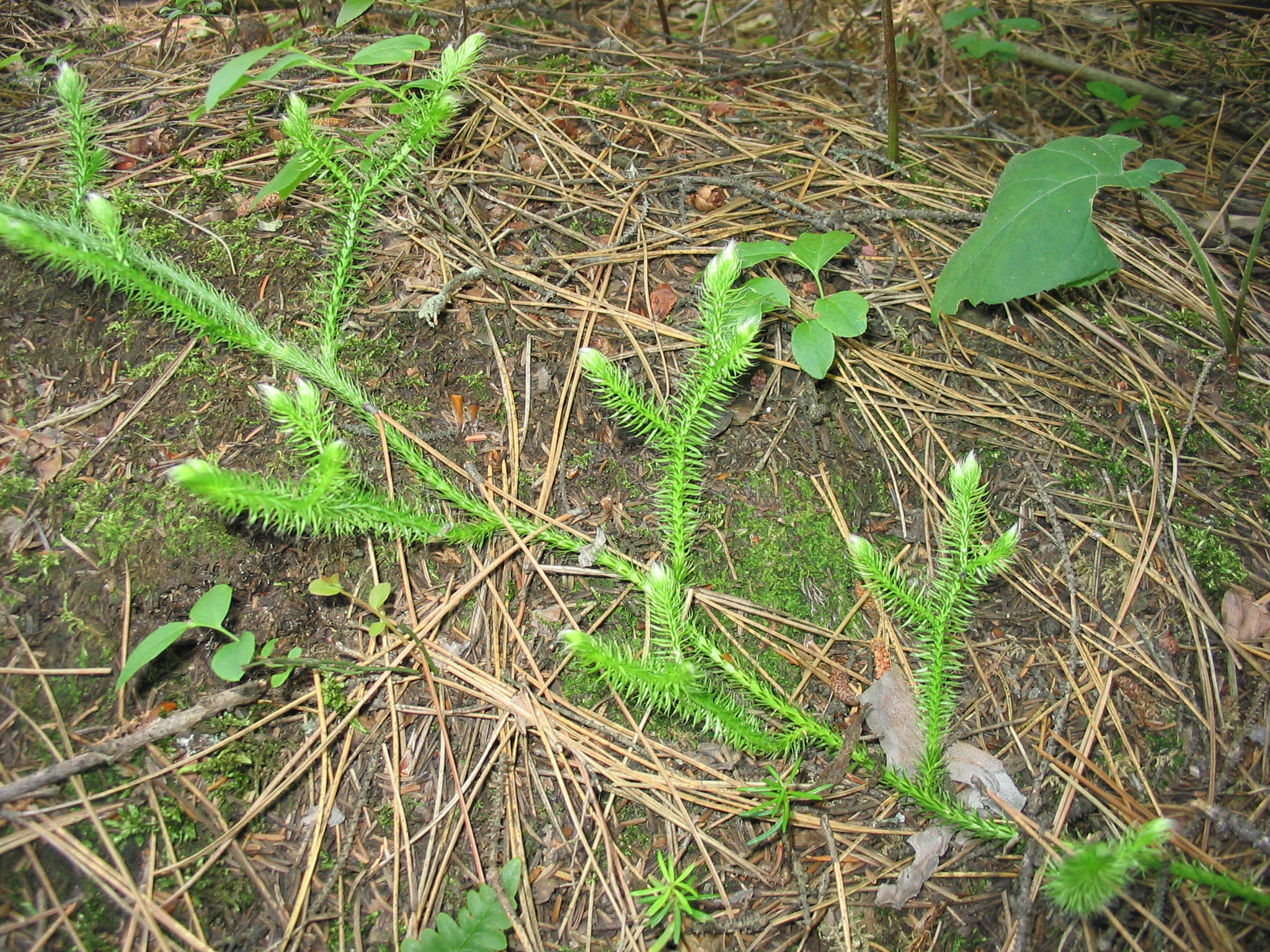
Vertakkende grote wolfsklauw.

Deze onderverdeling gaat niet op voor veel varens, zoals Psilotum, Lycopodium (wolfsklauw) en Selaginella. Deze vertonen vaak een dichotome vertakking, waarbij de stengeltop twee gelijkwaardige takken vormt. Als de takken niet geheel gelijkwaardig meer zijn, maar een van beide dominant is in de lengtegroei, spreekt men van anisotome vertakking of pseudomonopodiale groei, bijvoorbeeld bij de grote wolfsklauw. Het bouwplan van de zaadplanten blijkt hier niet op te gaan, maar een betere verklaring geeft hier de teloomtheorie.
Bij veel planten, zoals bij grassen en dus ook bij granen, worden adventieve spruiten gevormd. Door uitstoeling kan een plant uit vele spruiten bestaan. Een spruit bestaat uit dicht bij elkaar liggende knopen (knopenstapel), bladscheden en bladschijven. De bladscheden zorgen ervoor dat de spruit rechtop kan blijven staan. Bij het generatief worden van de spruit schuift de knopenstapel uit elkaar.

## Bloeistengel
Een bloeistengel (rachis) wordt gevormd op het moment dat het groeipunt overgaat van vegetatief naar generatief. Een bloeistengel kan één of meer bloemen dragen. Bij planten met een bladrozet wordt een aparte bloeistengel gevormd. Bij grasachtigen, zoals bij granen, 'schuiven' de knopen uit elkaar door verlenging van de stengelleden en vormen zo een bloeistengel.

## Stengelknol

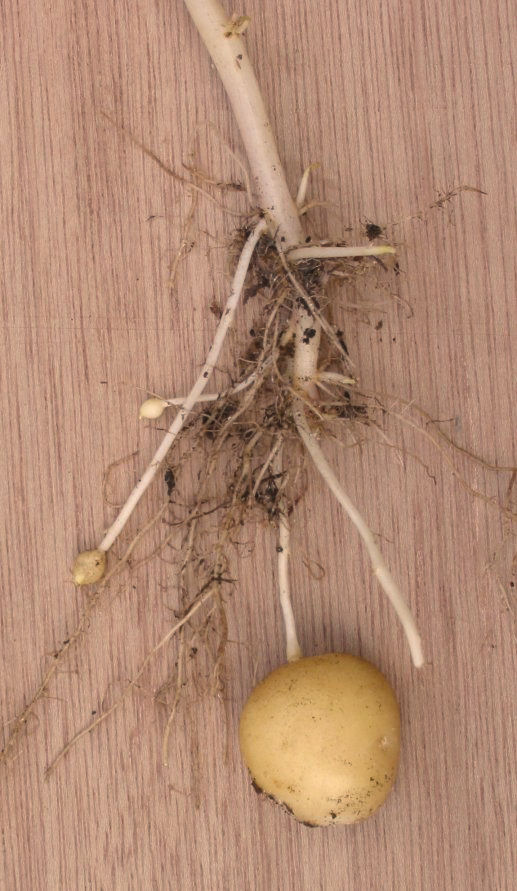
stolonen bij aardappel

Stengels zijn soms met reservevoedsel gevuld en worden dan stengelknollen genoemd. De stengel van de aardappel kan ondergrondse uitlopers vormen (stolonen) waar aan het eind een stengelknol, de aardappel, wordt gevormd. De ogen op de aardappelknol zijn de knoppen van dit verdikte stengeldeel. De aardappelknol heeft een zogenaamde kiemrust, dat wil zeggen dat een aardappelknol niet eerder uitloopt en nieuwe stengels vormt dan wanneer de kiemrust doorbroken is. Begin januari is de kiemrust doorbroken en kan de aardappel uitlopen. In het donker bewaarde aardappelen vormen dan door etiolementsgroei lange witte stengels en wortels.
Bij andere knolgewassen, zoals koolrabi en knolraap, is het hypocotyl sterk verdikt en zit de knol bovengronds. Bij de krokus en gladiool zit de verdikte stengel onder de grond en wordt deze omgeven met vliezen afkomstig van de oude bladscheden.

## Bol
Bij bolgewassen, zoals tulp en narcis, bestaat de bol uit een schijf met rokken. De schijf is een verdikte en verbrede stengel. De rokken zijn verdikte bladeren.

## Klim- en slingerplanten
Er zijn planten die hun stengels ergens omheen winden, zoals bij hop en stokboon of zich met hun stengels ergens aan vast hechten met behulp van hechtwortels of hechtnapjes. Klimop gebruikt beide mogelijkheden. De slingerende zoekbeweging van de stengeltop ontstaat doordat de ene kant van de stengel harder groeit dan de andere kant. Zodra de stengeltop ergens tegenaan komt, slingert de stengel zich eromheen en groeit daarlangs verder. Een ander voorbeeld is een liaan.

## Stengelbewegingen
Bij legering door harde wind of regen kunnen de stengels zich weer op een knoop oprichten, doordat de cellen aan de onderkant van de knoop zich strekken.
Sommige plantensoorten, zoals hop draaien hun stengels ergens rechtsom (met de klok mee) heen, maar er zijn er ook, zoals stokboon, die linksom draaien.

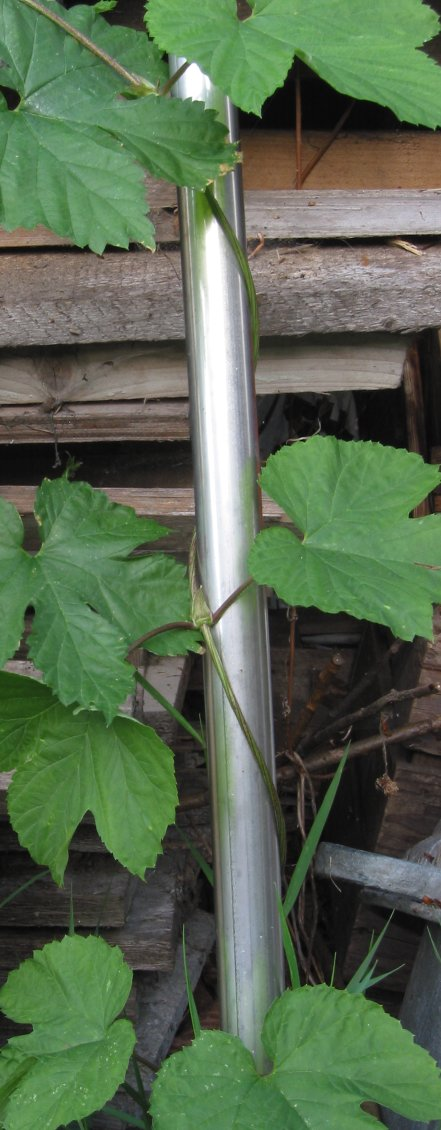
rechtswindende hop
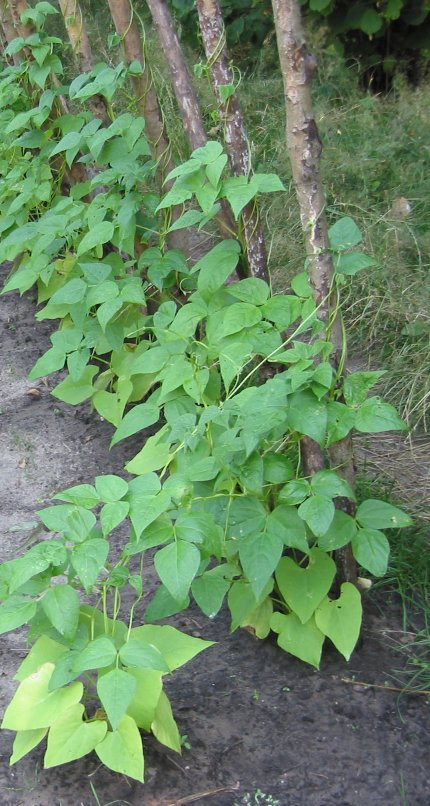
linkswindende stoksperzieboon
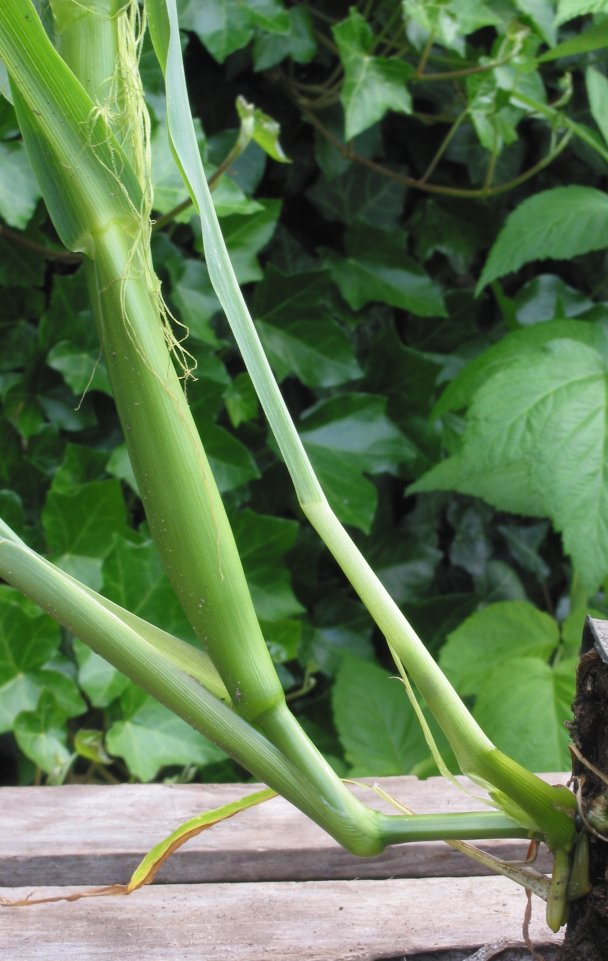
opgerichte maisstengel na legering

## Beworteling
Planten kunnen vegetatief vermeerderd worden door middel van stengel- en scheutstekken. Bij sommige soorten, als stengels op de grond liggen zoals bij uitlopers, kunnen zich op de knopen wortels vormen. Dergelijke wortels die uit een stengel ontstaan worden adventieve wortels genoemd. Deze stengels worden dan kruipende stengels genoemd. Daartegenover heb je ook liggende stengels, die geen wortel schieten.

## Parasitisme
Hoewel de meeste parasitaire planten haustoriën op de wortels vormen, zijn er ook die door de stengel gevormde haustoriën hebben, zoals klein warkruid.

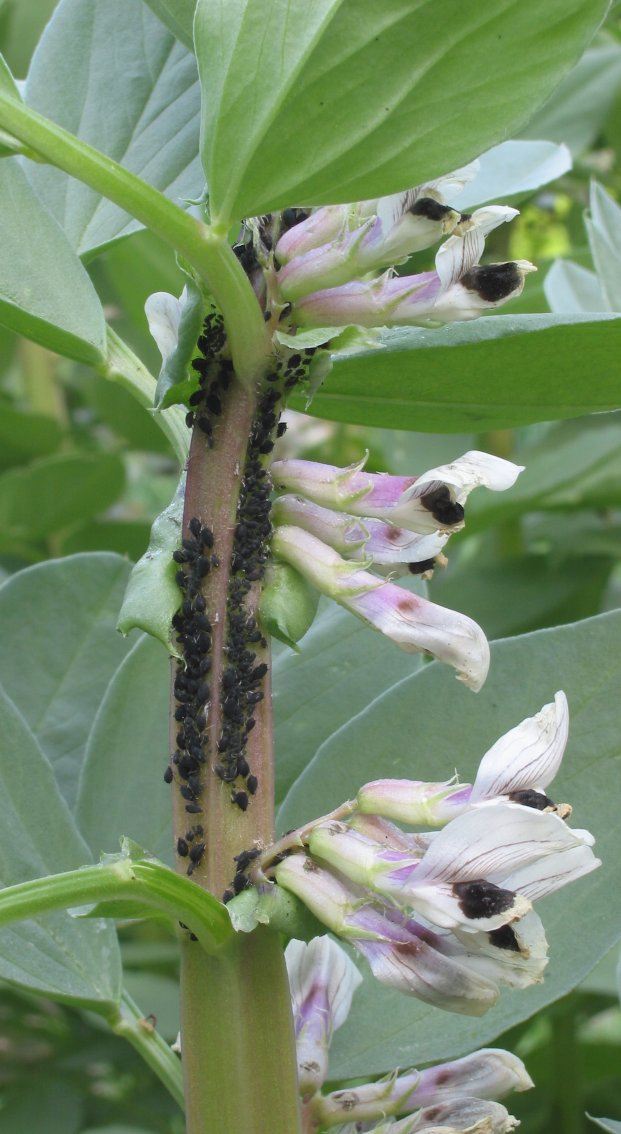
zwarte bonenluis op tuinboon

## Stengelaantastingen
Er zijn verschillende schimmels, zoals voetziekten bij granen die de stengel kunnen aantasten. Insecten, zoals de stengelboorder bij mais, vreten binnenin de stengel. De top van de stengel is een geliefde plaats voor insecten die uit de stengel voedsel opzuigen (bladluizen).